# Trichonta neuquina
Trichonta neuquina är en tvåvingeart som beskrevs av Duret 1979. Trichonta neuquina ingår i släktet Trichonta och familjen svampmyggor. Inga underarter finns listade i Catalogue of Life.